# New York Brickley Giants

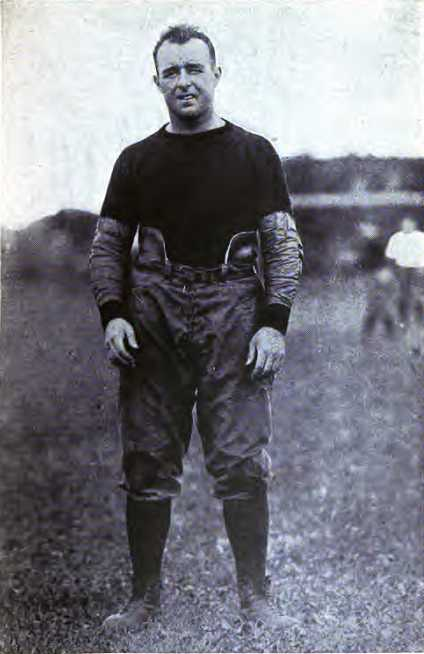
Charles E. Brickley

Die New York Brickley Giants, auch New York Giants, Brooklyn Giants und Brickley's Brooklyn Giants, waren eine American-Football-Mannschaft in der American Professional Football Association (APFA), der Vorläuferliga der National Football League (NFL). Die Mannschaft spielte in der Saison 1921 zwei Liga-Spiele.

## Geschichte
Charles E. Brickley war vor dem Ersten Weltkrieg einer der besten Fullbacks und Kicker im College Football für die Mannschaft von Harvard Crimson. In den Jahren 1913 und 1914 war er Spieler in der Bestenauswahl All-American. Ab 1916 trainierte er die Football-Mannschaft des Boston College und spielte daneben in den halbprofessionellen Teams der Canton Bulldogs und Massillon Tigers.
1919 lockerte New York das Sonntagsspielverbot (Blue law). Das Management des Baseball-Team der New York Giants beschloss deshalb auch eine Football-Mannschaft zu organisieren, die auf den Polo Grounds spielen sollte. Als Trainer wurde Charles Brickley gewonnen. Die Aufhebung des Spielverbotes bezog sich jedoch nur auf Baseball-Spiele. Das für den 12. Oktober 1919 angesetzte Spiel gegen die Massillon Tigers konnte deshalb nicht ausgetragen werden.
Am 4. Dezember 1920 trugen die Canton Bulldogs und Buffalo All-Americans auf den Polo Grounds ein Freundschaftsspiel vor 12000 Zuschauer aus. Ein Interesse am professionellen Football war somit grundsätzlich da.
Daraufhin organisierte der Box-Promoter und Manager des Boxers Gene Tunney, Billy Gibson, gemeinsam mit Charles Brickley für die Saison 1921 eine neue Football-Mannschaft. Bis auf Brickley waren in der Mannschaft keine weiteren College-Stars zu finden. Heimspiele fanden auf dem Commercial Field, dem Ebbets Field und den Polo Grounds statt. Insgesamt spielte das Team in der Saison acht Spiele. Zwei gegen die Liga-Mannschaften Buffalo All-Americans und Cleveland Tigers. Mit 55:0 und 17:0 wurde beide Begegnungen verloren. Von den übrigen sechs Spielen konnte fünf gewonnen werden. Nach der Saison verzichtete das Team auf eine weitere Teilnahme am Ligabetrieb.
In den Jahren 1922 und 1923 spielte die Mannschaft unter anderem gegen die damals noch nicht der NFL angehörenden Orange Tornadoes und den Frankford Yellow Jackets, bevor sie den weiteren Spielbetrieb aufgab.
Der Präsident der NFL, Joseph Carr, sah jedoch das Potential einer Football-Mannschaft in New York und warb bei Billy Gibson um das Wiederaufleben der Franchise. Dieser lehnte jedoch das Ansinnen ab und vermittelte aber den Kontakt zu seinem Freund Tim Mara. Dieser gründete 1925 die Football-Mannschaft der New York Giants.

## Uniform
Das Team spielte in schwarzen Jerseys mit weißen Ziffern. Die Ärmel besaßen weiße Streifen.

## Statistik
| Saison | Liga | Siege | Niederlagen | Unentschieden | Punkte erzielt | Punkte zugelassen | Platzierung  | Head Coach       |
| ------ | ---- | ----- | ----------- | ------------- | -------------- | ----------------- | ------------ | ---------------- |
| 1921   | APFA | 0     | 2           | 0             | 0              | 72                | 18. (von 21) | Charles Brickley |
| 1922   |      | 1     | 2           | 1             | 9              | 18                |              | Charles Brickley |
| 1923   |      | 1     | 3           | 1             | 18             | 60                |              | Charles Brickley |